# Tomislav Lozančić
Tomislav Lozančić, hrvatski je košarkaš i reprezentativac (u mlađim kategorijama) i košarkaški trener.

## Mlađe kategorije
Tomislav Lozančić je u mlađim kategorijama nastupao za KK Split.
Osvojio je 3. mjesto na prvenstvu Hrvatske u kategoriji mlađih kadeta, 2. mjesto na prvenstvu Hrvatske u kategoriji kadeta i 2 i 3. mjesto na prvenstvu Hrvatske u kategoriji juniora.

## Sveučilište
Tomislav Lozančić je studirao na Salt Lake Community College i igrao za njihovu košarkašku momčad 1999. godine.
Također je studirao na Kineziološkom fakultetu u Zagrebu i uspješno završio fakultet kao košarkaški trener.

## Igračka karijera
Tri puta prvak A2 ligi–jug. s KK Alkarom, KK Kaštelima i KK Mislavom. Uspio je dva puta ući u A1 ligu s KK Alkarom, jednom s KK Kaštelima, a s KK Mislavom nije uspio. Final Four kupa BIH s HKK Grude.
Trenutačno igra za KK Solin (2009. -).

## Hrvatska reprezentacija
Hrvatska reprezentacija:
- kadetska reprezentacija 1996.
- mlada reprezentacija 1998.

## Trenerska karijera
Tomislav Lozančić uz aktivno igranje u seniorima KK Solina trenira Školu košarke i mlađe kadete KK Solina. Sa školom košarke osvojio je 3. mjesto u županiji i 9. mjesto na prvenstvu Hrvatske 2012. godine.